# صموئيل بتلر
صموئيل بتلر (بالإنجليزية: Samuel Butler (novelist)) (و. 1835 – 1902 م) هو كاتب، ورسام، وروائي، وفلاح من المملكة المتحدة، نيوزيلندا . ولد في نوتنجهامشير .
توفي في لندن .

## التعليم
تعلم في كلية سانت جونز، وShrewsbury School

## روابط خارجية
- صموئيل بتلر على موقع الموسوعة البريطانية (الإنجليزية)
- صموئيل بتلر على موقع إن إن دي بي (الإنجليزية)